# Rihanna: Live in Concert Tour
Rihanna: Live in Concert Tour — первый концертный тур барбадосской певицы Рианны в поддержку её второго студийного альбома A Girl like Me. Он продолжался с июня по сентябрь 2006 года. Рианна продолжала выступать в этом году как приглашённая звезда на концертах таких звёзд, как Pussycat Dolls, Jay-Z и Black Eyed Peas.

## Открытие
- Field Mob (select dates)[1]
- Jeannie Ortega (select dates)[1]
- J-Status (select dates)[1]
- Ciara (select dates)[6]
- Yung Joc (select dates)[6]
- Trey Songz (select dates)[6]
- Sean Paul (select dates)[2]

## Сет-лист
1. «Pon de Replay»
2. «If It's Lovin' that You Want»
3. «You Don’t Love Me (No, No, No)»
4. Medley:[1]
  1. «Crazy Little Thing Called Love»
  2. «Here I Go Again»
5. «We Ride»
6. «Break It Off»
7. «Unfaithful»
8. «Let Me»
9. «Kisses Don’t Lie»
10. «That La, La, La»
11. «P.S. (I’m Still Not Over You)»
12. «Redemption Song» (Bob Marley cover)
13. «A Girl Like Me»
14. «SOS»

1 Песня исполнялась на тех концертах, где J-Status выступал на разогреве.

## Даты концертов
| Дата                | Город               | Страна           | Арена                             |
| Северная Америка    | Северная Америка    | Северная Америка | Северная Америка                  |
| ------------------- | ------------------- | ---------------- | --------------------------------- |
| 1 июля 2006         | Сан-Диего           | США              | House of Blues                    |
| 2 июля 2006         | Лос-Анджелес        | США              | House of Blues                    |
| 5 июля 2006         | Солт-Лейк-Сити      | США              | Club Vortex                       |
| 10 июля 2006        | Кливленд            | США              | House of Blues                    |
| 13 июля 2006        | Аллентаун           | США              | Crocodile Rock Cafe               |
| 14 июля 2006[A]     | Оттава              | Канада           | Festival Plaza                    |
| 15 июля 2006        | Бельвиль            | Канада           | Matt and Joe's Nightclub          |
| 16 июля 2006[B]     | Вон                 | Канада           | Kingswood Music Theatre           |
| 18 июля 2006[C]     | Дариен              | США              | Darien Lake Performing Art Center |
| 21 июля 2006        | Валдоста            | США              | All-Star Amphitheater             |
| 22 июля 2006[D]     | Монтего-Бей         | Ямайка           | Catherine Hall Sports Complex     |
| 23 июля 2006        | Уинтер-Хейвен       | США              | Star Haven Amphitheatre           |
| 29 июля 2006[E]     | Том-Ривер           | США              | Toms River High School North      |
| 3 августа 2006      | Бостон              | США              | Avalon Nightclub                  |
| 5 августа 2006      | Ледьярд             | США              | Fox Theatre                       |
| 8 августа 2006[F]   | Джексон             | США              | Jackson County Fairgrounds        |
| 17 августа 2006     | Гилфорд             | США              | Meadowbrook Musical Arts Center   |
| 19 августа 2006[G]  | Сен-Жан-сюр-Ришелье | Канада           | Parc de la Baie                   |
| 1 сентября 2006     | Джексон             | США              | Northern Star Arena               |
| 2 сентября 2006     | Буффало             | США              | Club Infinity                     |
| 3 сентября 2006     | Стерлинг-Хайтс      | США              | Freedom Hill Amphitheatre         |
| 15 сентября 2006    | Гонолулу            | США              | Pipeline Cafe                     |
| 16 сентября 2006[H] | Помона              | США              | Los Angeles County Fairgrounds    |
| 17 сентября 2006[I] | Принстон            | США              | Quadrangle Club                   |
| 22 сентября 2006    | Атлантик-Сити       | США              | House of Blues                    |
| 29 сентября 2006    | Сент-Луис           | США              | Bauman-Eberhardt Center           |
| 30 сентября 2006[J] | Бостон              | США              | Agganis Arena                     |

Фестивали и другие музыкальные мероприятия
| A Концерт является частью фестиваля Cisco Systems Blues Festival B Концерт является частью Z103.5's 14th Annual Pizza Pizza Summer Rush C Концерт является частью WKSE's "Kiss the Summer Hello" D Концерт является частью фестиваля Reggae Sumfest E Концерт является частью фестиваля Toms River Fest | F Концерт является частью "Jackson County Fair" G Концерт является частью фестиваля Festival de montgolfieres de Gatineau H Концерт является частью "End of Summer Concert Series" I Концерт является частью "Lawnparties" J Концерт является частью фестиваля Mixfest |

Отменённые и перенесённые концерты
| 30 июня 2006    | Сан-Франциско, Калифорния | Mezzanine                     | Отменён                       |
| 3 июля 2006     | Лас-Вегас, Невада         | House of Blues                | Отменён                       |
| 8 июля 2006     | Миннеаполис, Миннесота    | Quest Club                    | Отменён                       |
| 24 июля 2006    | Орландо, Флорида          | House of Blues                | Отменён                       |
| 25 июля 2006    | Форт-Лодердейл, Флорида   | Revolution Live               | Отменён                       |
| 26 июля 2006    | Атланта, Джорджия         | Coca-Cola Roxy Theatre        | Отменён                       |
| 28 июля 2006    | Балтимор, Мэриленд        | Rams Head Live!               | Отменён                       |
| 30 июля 2006    | Атлантик-Сити, Нью-Джерси | House of Blues                | Перенесён на 22 сентября 2006 |
| 1 августа 2006  | Нью-Йорк, Нью-Йорк        | Nokia Theatre Times Square    | Отменён                       |
| 2 августа 2006  | Энглвуд, Нью-Джерси       | Bergen Performing Arts Center | Отменён                       |
| 6 августа 2006  | Провиденс, Род-Айленд     | Lupo's Heartbreak Hotel       | Отменён                       |
| 11 августа 2006 | Чикаго, Иллинойс          | Park West                     | Отменён                       |
| 11 августа 2006 | Милуоки, Висконсин        | Eagles Ballroom               | Отменён                       |